# 茶麻
茶麻（日语：／ Chama），日本漫畫家、插畫家。出道前作為一般用戶在niconico靜畫上發佈網路漫畫，並從那裡開始商業化。代表作《Aiura》改編為電視動畫，並於2013年4月至6月播出。

## 作品列表

### 連載漫畫
- Aiura（niconico靜畫／《4格nano Ace（日语：4コマnanoエース）》、《月刊少年Ace》連載，全7冊）
- Radio Lady（監修，連載，全3冊）
- （niconico靜畫連載，全1冊）
- （《月刊少年Ace》連載，全2冊）
- （原作：太田守信，《YOUNG JUMP》連載，已出版1冊）[1]

### 選集
- 向陽素描漫畫選集 5
- YUYU式YUYU式連環漫畫選集 1
- 魔法少女小圓 漫畫選集 4
- 魔法少女小圓 4格漫畫選集 4
- ALDNOAH.ZERO漫畫選集 3

## 外部連結
- （日語）—茶麻的官方個人部落格。
- 茶麻的X（前Twitter） （日語）